# الرفغة
الرفغة هو أحد المراكز التابعة لمحافظة الحرجة في منطقة عسير في المملكة العربية السعودية. ويقع المركز تحديداً في قرية آل الهوى.

## الموقع الجغرافي
تقع الرفغة في الإقليم الشرقي لجبال السراة وتبعد عن محافظة الحرجة مسافة 30 كيلومتر. تعتبر الرفغة على المنطقة الحدودية لمنطقة عسير المحاذية لمنطقة نجران. ويتبع لإمارة مركز الرفغة عدة قرى.

## المناخ
يتميز المناخ بالاعتدال النسبي في فصل الصيف وتتراوح درجات الحرارة بين الـ30 نهاراً والـ20 ليلاً مع سقوط بعض الأمطار الصيفية. وفصل الشتاء بارد نسبياً وتنشط فيه الرياح الجنوبية والجنوبية الغربية.

## الاقتصاد
كان الناس في الماضي القريب جداً يشتغلون في مهنة الزراعة ورعي الأغنام، وأهم منتجاتهم الزراعية هي القمح والذرة وبعض الفواكه المحلية مثل التين والرمان. وكان يمتهن بعضهم السمسرة التجارية للأغذية الأساسية مثل السمن والمنتجات الزراعية، وأيضاً السمسرة في السلاح. أما الآن نظراً لهجرة الناس للمدن فاشتغل من بقي من سكانها وهم قلة في التجارة والوظائف الحكومية المحلية.

## الصحة
يوجد في الإمارة عدة مراكز صحية، وأهمها هي مستوصف قرية آل الهوى، ومستوصف مجمع آل حيان، ومستوصف قرية القصب.

## التعليم
يوجد في الرفغة 3 مدارس، مدرستين للبنين، ومدرسة للبنات وتشمل كافة المراحل الدراسية.